# Igor' Lysyj
Igor' Il'ič Lysyj (in russo Игорь Ильич Лысый?; Nižnij Tagil, 1º gennaio 1987) è uno scacchista russo.
Ottenne il titolo di Grande maestro nel giugno del 2007, all'età di vent'anni.
Ha raggiunto il rating FIDE più alto nel gennaio 2015, con 2700 punti Elo, 45º al mondo e 12º russo.

## Principali risultati
- 2004 :  vince il campionato russo junior rapid;
- 2006 :  pari primo con Roman Ovečkin nello Zudov Memorial di Nižnij Tagil;
- 2009 :  Pari 1º-9º nell'open di Voronež;
- 2010 :  pari 1º-5º nella 39ª Rilton Cup di Stoccolma;
- 2012 :  vince l'open di Mosca con 7,5 /9, davanti a oltre 50 GM;[2]
- 2014 : vince a Kazan' il campionato russo.

Insieme a Roman Ovečkin ha scritto i libri The Berlin Defense (Chess Stars, 2012) e The Hedgehog vs. the English/Reti (Chess Stars, 2017).